# آرلن خاویر
آرلن خاویر (انگلیسی: Arlene Xavier؛ زادهٔ december ۲۰, ۱۹۶۹ (۵۵ سال)) یک بازیکن والیبال اهل برزیل است.